# Rage au volant

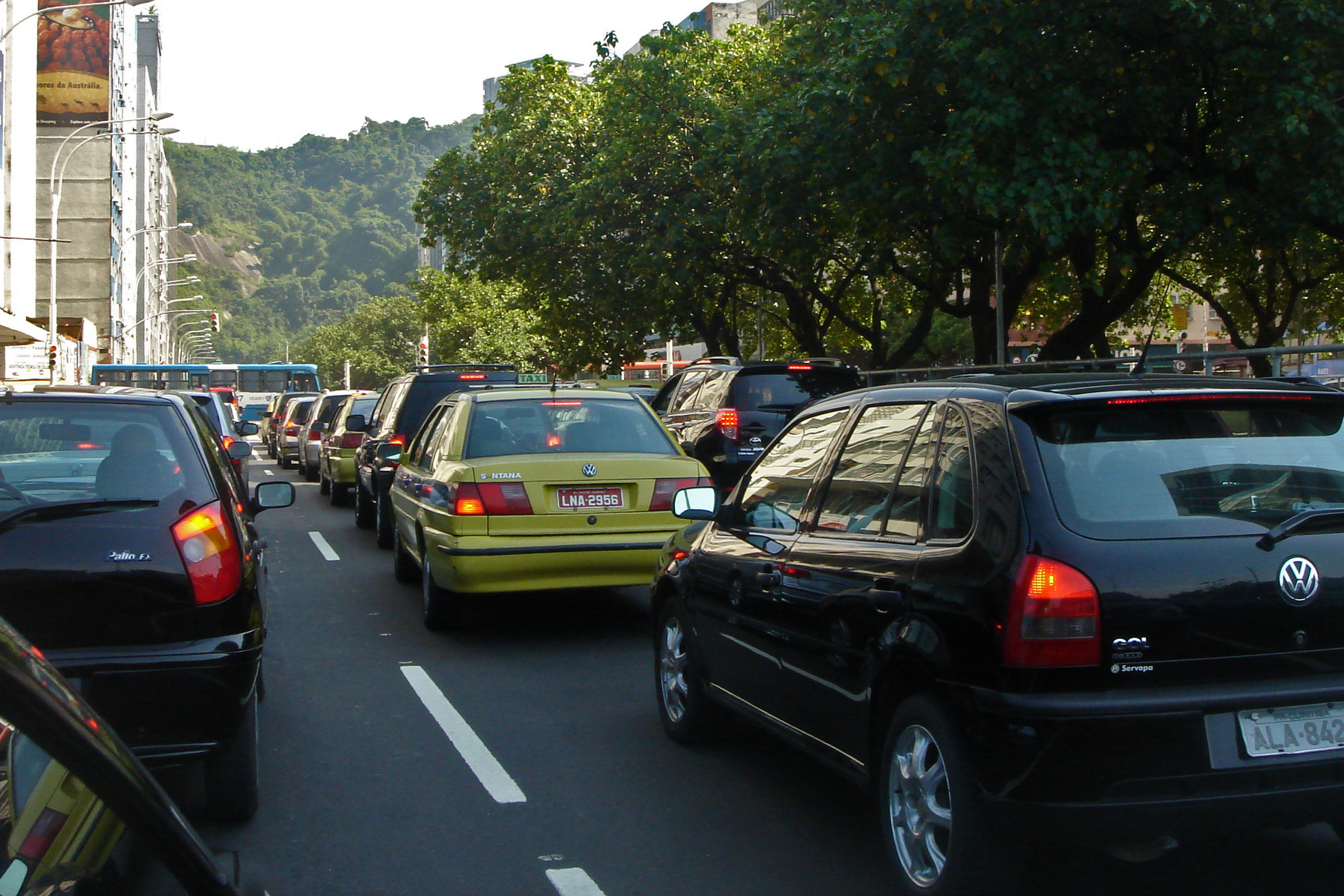
Un embouteillage peut provoquer de la rage au volant.

La rage au volant ou rage routière (en anglais : road rage) est une forme extrême de conduite dangereuse. Les embouteillages, le talonnage, la gêne volontaire des autres conducteurs ou ne pas céder le passage peuvent causer de la frustration et de la colère, ce qui peut entraîner des réactions violentes chez certains conducteurs  .[source insuffisante]
L'expression anglaise serait née aux États-Unis en 1987-1988 quand les autoroutes 405, 110 et 10 dans la région de Los Angeles sont le théâtre de fusillades.
Le terme a surtout été popularisé depuis quelques années par les nombreuses vidéos disponibles sur Internet filmées avec l'aide de dashcam.
Des recherches ont établi que les individus souffrant de la rage au volant sont très souvent de sexe masculin (à 96 %) et ont un âge moyen de 33 ans. Un cas extrême de rage au volant s'est déroulé en Allemagne, où un chauffeur de camion a tiré des balles plus de 700 fois, à partir de son camion, en direction de véhicules circulant sur les autoroutes.